# Wojskowy Klub Sportowy Czarni Radom 2015-2016
Questa voce raccoglie le informazioni riguardanti il Wojskowy Klub Sportowy Czarni Radom nelle competizioni ufficiali della stagione 2015-2016.

## Organigramma societario
Area direttiva
- Presidente: Mariusz Szyszko

Area tecnica
- Allenatore: Raúl Lozano
- Allenatore in seconda: Robert Prygiel

## Rosa
| N° | Nome                 | Ruolo | Data di nascita   | Nazionalità sportiva |
| -- | -------------------- | ----- | ----------------- | -------------------- |
| 1  | Bartłomiej Bołądź    | S/O   | 28 settembre 1994 | Polonia              |
| 2  | Michał Ostrowski     | C     | 29 marzo 1990     | Polonia              |
| 3  | Igor Grobelny        | S     | 8 giugno 1993     | Belgio               |
| 4  | Daniel Pliński       | C     | 10 dicembre 1978  | Polonia              |
| 5  | Bartłomiej Grzechnik | C     | 8 febbraio 1993   | Polonia              |
| 6  | Wojciech Żaliński    | S     | 8 gennaio 1988    | Polonia              |
| 8  | Jakub Zwiech         | C     | 6 novembre 1996   | Polonia              |
| 9  | Adam Kowalski        | L     | 16 settembre 1994 | Polonia              |
| 10 | Lukas Kampa          | P     | 29 novembre 1986  | Germania             |
| 11 | Patryk Szczurek      | P     | 6 febbraio 1991   | Polonia              |
| 12 | Artur Szalpuk        | S     | 20 marzo 1995     | Polonia              |
| 15 | Zack La Cavera       | S/O   | 1º gennaio 1993   | Stati Uniti          |
| 16 | Radosław Zbierski    | L     | 14 marzo 1988     | Polonia              |
| 17 | Neven Majstorović    | L     | 17 marzo 1989     | Serbia               |